# Deutsche Gesellschaft für Parkinson und Bewegungsstörungen
Die Deutsche Gesellschaft für Parkinson und Bewegungsstörungen (DPG) ist eine interdisziplinäre wissenschaftliche Fachgesellschaft mit dem Ziel der Förderung von Forschung und Versorgung bei Parkinson-Krankheit und ähnlichen Erkrankungen. Sie ist offen für Ärztinnen und Ärzte, Grundlagenforschende und andere Berufsgruppen mit einschlägiger Ausbildung.  Die Gesellschaft ist eine Schwerpunktgesellschaft der Deutschen Gesellschaft für Neurologie sowie Mitglied der Arbeitsgemeinschaft der Wissenschaftlichen Medizinischen Fachgesellschaften (AWMF).

## Aufgaben
Die Vereinssatzung der DGP nennt unter anderem folgende Aufgaben:
- Koordinierung von Forschungsvorhaben und Förderung der Forschung
- Organisation von Fortbildungen, Symposien und Kongressen
- Förderung von Zusammenarbeit und Erfahrungsaustausch
- Publikation von fachspezifischen Schriften
- Kontakt zu Patienten-Selbsthilfegruppen.

## Arbeitsgruppen
Die DPG-Arbeitsgruppen verfolgen das Ziel, die Patientenversorgung in enger Kooperation mit der niedergelassenen Ärzteschaft sowie mit in der Wissenschaft Tätigen zu verbessern. Im Jahr 2024 gab es unter anderem folgende Arbeitsgruppen:
- Atypische Parkinson Syndrome (PSP, CBD, MSA)
- Früherkennung Parkinson
- Neuropsychologie bei Parkinson
- Dystonie
- Tremor
- Nicht-motorische Symptome
- Parkinson-Nurses.

## Veranstaltungen
Die DSG richtet den Deutschen Parkinson-Kongress aus, zum Teil mit Kooperationspartnern.

## Medizinische Leitlinien
Die Gesellschaft beteiligt sich am Leitlinienprogramm der AWMF.

## Geschichte
Die DPG wurde 1984 gegründet. Seit 2003 ist sie Mitglied der AWMF.